# Pretty Freekin Scary
Pretty Freekin Scary je americký komediální televizní seriál vytvořený Jasonem P. Hauserem podle knižní série Chrise P. Fleshe. V hlavních rolí hrají Eliana Su'a, Kyan Samuels, Leah Mei Gold, Yonas Kibreab a Emma Shannon. Jeho premiéra je naplánovaná na 15. června 2023 na Disney Channel.

## Obsazení

### Hlavní role
- Eliana Su’a jako Frankie Ripp
- Emma Shannon jako Nyx
- Yonas Kibreab jako Remy
- Leah Mei Gold jako Scary
- Kyan Samuels jako Pretty

### Vedlejší role
- Jackson Dollinger jako Dio
- Yuvi Hecht jako bude oznámeno
- Shawn Carter Peterson jako Pan Ripp
- Napiera Groves jako Paní Ripp
- Presley Richardson jako Christine
- Tristan Michael Brown jako Carson

## Přehled řad
| Řada | Díly | Premiéra v USA  | Premiéra v USA | Premiéra v ČR | Premiéra v ČR |
| Řada | Díly | První díl       | Poslední díl   | První díl     | Poslední díl  |
| ---- | ---- | --------------- | -------------- | ------------- | ------------- |
| 1    | 20   | 15. června 2023 | 18. srpna 2023 | bude oznámeno | bude oznámeno |

## Seznam dílů

### První řada (2023)
| Č. v seriálu | Č. v řadě | Původní název                             | Český název   | Režie                | Scénář                               | Premiéra v USA    | Premiéra v ČR | Prod. kód |
| ------------ | --------- | ----------------------------------------- | ------------- | -------------------- | ------------------------------------ | ----------------- | ------------- | --------- |
| 1            | 1         | Back to Life                              | bude oznámeno | Wendy Faraone        | Jason P. Hauser                      | 15. června 2023   | bude oznámeno | 101       |
| 2            | 2         | My Soul-Called Life                       | bude oznámeno | Trevor Kirschner     | Jason P. Hauser                      | 15. června 2023   | bude oznámeno | 105       |
| 3            | 3         | Life of the Party                         | bude oznámeno | Wendy Faraone        | Jessica Kaminsky                     | 23. června 2023   | bude oznámeno | 102       |
| 4            | 4         | A New List on Life                        | bude oznámeno | Danielle Fishel      | Jonathan De Weerd & Paul David Smith | 23. června 2023   | bude oznámeno | 106       |
| 5            | 5         | Locker Life                               | bude oznámeno | Danielle Fishel      | Steve Armogida & Jim Armogida        | 30. června 2023   | bude oznámeno | 103       |
| 6            | 6         | The Bro Life                              | bude oznámeno | Jody Margolin Hahn   | Nancy Cohen                          | 30. června 2023   | bude oznámeno | 104       |
| 7            | 7         | Lunch Life                                | bude oznámeno | Morenike Joela Evans | Erica Eastrich                       | 7. července 2023  | bude oznámeno | 107       |
| 8            | 8         | The Power of Life                         | bude oznámeno | Robbie Countryman    | Jonathan De Weerd & Paul David Smith | 7. července 2023  | bude oznámeno | 108       |
| 9            | 9         | Life as We Knew It                        | bude oznámeno | Robbie Countryman    | Jason P. Hauser                      | 14. července 2023 | bude oznámeno | 109       |
| 10           | 10        | The Girl Most Likely to Come Back to Life | bude oznámeno | Raven-Symoné         | Erica Eastrich                       | 14. července 2023 | bude oznámeno | 110       |
| 11           | 11        | Streak Life                               | bude oznámeno | Danielle Fishel      | Nancy Cohen                          | 21. července 2023 | bude oznámeno | 111       |
| 12           | 12        | That Sleepover Life                       | bude oznámeno | Danielle Fishel      | Alex Fox & Rachel Lewis              | 21. července 2023 | bude oznámeno | 112       |
| 13           | 13        | Birthday Life                             | bude oznámeno | Jason Shipman        | Miranda Bowden-Parker & Rochan Liu   | 28. července 2023 | bude oznámeno | 113       |
| 14           | 14        | A Matter of Life and Debate               | bude oznámeno | Wendy Faraone        | Jonathan De Weerd & Paul David Smith | 28. července 2023 | bude oznámeno | 114       |
| 15           | 15        | Best Friends for Life                     | bude oznámeno | Craig Wyrick-Solari  | Alex Fox & Rachel Lewis              | 4. srpna 2023     | bude oznámeno | 115       |
| 16           | 16        | The Game of Life                          | bude oznámeno | Robbie Countryman    | Jessica Kaminsky                     | 4. srpna 2023     | bude oznámeno | 116       |
| 17           | 17        | Life's Rich Gumbo                         | bude oznámeno | Trevor Kirschner     | Steve Armogida & Jim Armogida        | 11. srpna 2023    | bude oznámeno | 117       |
| 18           | 18        | Life Under Control                        | bude oznámeno | Jim Armogida         | Steve Armogida & Jim Armogida        | 11. srpna 2023    | bude oznámeno | 118       |
| 19           | 19        | Life at the End of the Tunnel             | bude oznámeno | Victor Gonzalez      | Jessica Kaminsky                     | 18. srpna 2023    | bude oznámeno | 119       |
| 20           | 20        | Life and Death                            | bude oznámeno | Victor Gonzalez      | Jason P. Hauser                      | 18. srpna 2023    | bude oznámeno | 120       |